# Europudding
Europudding, früher oft Eurofilm, ist eine pejorative Bezeichnung für international produzierte europäische Filme oder Fernsehserien, die alle kulturellen Eigenheiten eingebüßt haben, um eine möglichst große Anpassung an unterschiedlichste Märkte zu gewährleisten.
Die als Europudding bezeichneten Produktionen zeichnen sich dadurch aus, dass mehrere Länder an der Finanzierung, Herstellung und Besetzung beteiligt sind: verschiedene Filmförderungsfonds oder Eurimages, ein Fonds, der nur Kooperationen von mindestens zwei (bis 1998: drei) Mitgliedsstaaten unterstützt, internationale Drehorte und technische Teams sowie bekannte Schauspieler aus den beteiligten Ländern. Die Arbeitssprache ist dabei in der Regel Englisch, was die spätere internationale Vermarktung durch die Reduzierung von sonst nötiger Synchronisation oder Untertitelung erleichtert. Auch die Filminhalte werden dafür an einen globalisierten Geschmack angepasst.
Die Internationalisierung des europäischen Films begann in den 1960er-Jahren mit in Südeuropa gedrehten Genrefilmen und diente in erster Linie der Risikostreuung bei der Finanzierung als einer tatsächlichen Homogenisierung der europäischen Filmmärkte. Als alternativer Grund für die Internationalisierung wird das Ziel genannt, gegen amerikanische Filme konkurrenzfähig zu werden. In der Folge wurden die Produktionen jedoch austauschbar und ebneten die kulturelle Vielfalt Europas ein.
Der Begriff Europudding wurde vermutlich zuerst in den 1980er-Jahren in der britischen Tageszeitung The Guardian verwendet.

## Nachweise
1. 1 2  Lexikon der Filmbegriffe auf www.filmlexikon.uni-kiel.de, abgerufen am 29. Oktober 2018
2. ↑  Belén Vidal: Heritage Film. Nation, Genre and Representation. Columbia University Press, New York, Chichester 2012, ISBN 978-0-231-16203-6, S. 64
3. ↑  Christian Buß: Keine Lust auf Euro-Pudding auf Spiegel Online vom 2. Dezember 2007, abgerufen am 29. Oktober 2018
4. ↑  „Europudding“ (Memento des Originals vom 27. September 2016 im Internet Archive)  Info: Der Archivlink wurde automatisch eingesetzt und noch nicht geprüft. Bitte prüfe Original- und Archivlink gemäß Anleitung und entferne dann diesen Hinweis. auf en.oxforddictionaries.com, abgerufen am 29. Oktober 2018